# Martin Jensen (DJ)
Martin Jensen, född 29 september 1991 i Silkeborg, Mittjylland, är en dansk discjockey och musikproducent. I oktober 2016 rankades han som nummer 82 på DJ Mag:s lista över världens 100 bästa DJ:ar.

## Diskografi
| 2015                                                  | "Sí"                                  | —  | —  | —  | —  | —  | 55 | —  | — | —  |
| 2015                                                  | "Night After Night"                   | —  | —  | —  | —  | —  | —  | —  | — | —  |
| 2015                                                  | "Miracles" (feat. Bjørnskov)          | 26 | —  | —  | —  | —  | —  | —  | — | —  |
| 2016                                                  | "All I Wanna Do"                      | 11 | —  | 49 | 10 | —  | 24 | —  | — | —  |
| 2016                                                  | "Solo Dance"                          | 7  | 40 | 20 | 7  | 17 | 7  | 14 | 7 | 14 |
| 2017                                                  | "Middle of the Night" (med The Vamps) | —  | —  | —  | —  | —  | —  | —  | — | —  |
| "—" betecknar att singeln inte tog sig upp på listan. |                                       |    |    |    |    |    |    |    |   |    |